# Бель (Ошская область)
Бель (кирг. Бел) — село в Ноокатском районе Ошской области Кыргызстана. Административный центр Бельского айылного аймака.

## География
Село расположено в западной части области, на берегу канала Найман, на расстоянии приблизительно 9 километров (по прямой) к западу от города Ноокат, административного центра района. Абсолютная высота — 1439 метров над уровнем моря.

## Население
Согласно оценочным данным Национального статистического комитета Кыргызской Республики, численность населения села на начало 2023 года составляла 4653 человека.
| год     | 2009 | 2014 | 2015 | 2020 | 2021 | 2023 |
| ------- | ---- | ---- | ---- | ---- | ---- | ---- |
| человек | 4776 | 5407 | 5368 | 5066 | 4550 | 4653 |